# Rågø
För andra betydelser, se Rågö.
Rågø är en liten dansk ö som ligger mellan Lolland och Själland. Ön ligger i Smålandsfarvandet och högsta punkten är endast 6 meter över havsytan. Mellan 1930- och 1960-talet hade ön en liten grupp (ca 30) bofasta människor men numera är den obebodd.
Rågø och grannön Rågø Kalv är sedan år 1998 privatägda, men kan besökas dagtid. Ön ligger så isolerat att pollination från fastlandet är minimal. Det utnyttkas i ett bevarandeprojekt för gamla danska trädslag och buskar.
Ön består av betesmark och havsstrandängar och är häcknings- och rastplats för sjöfågel, fågelskyddsområde och Natura 2000 område.